# Menhir von Wasserleben
Der Menhir von Wasserleben (auch Brotstein genannt) ist ein vorgeschichtlicher Menhir bei Wasserleben, einem Ortsteil der Gemeinde Nordharz im Landkreis Harz in Sachsen-Anhalt.

## Lage und Beschreibung
Der Stein befindet sich etwa 100 m hinter dem südwestlichen Ortsausgang von Wasserleben, direkt an einem von der Straße nach Veckenstedt abzweigendem Feldweg.
Der Menhir besteht aus Quarzitsandstein und ist stark verwittert. Seine Höhe beträgt 116 cm, die Breite 67 cm und die Tiefe 22 cm. Der Stein ist plattenförmig, verjüngt sich nach oben und läuft in einem waagerechten Abschluss aus. An mindestens zwei Stellen ist er zerbrochen und wurde mit Zement wieder zusammengefügt.
Funde aus der Umgebung des Steins stammen aus dem Neolithikum oder der römischen Kaiserzeit.

## Der Menhir in regionalen Sagen
Der Name des Steins geht auf eine Sage zurück. Hiernach soll ein Mädchen bei Regenwetter ein Brot, das sie bei sich trug, in eine Pfütze gelegt haben, um bei deren Durchquerung ihre Schuhe nicht zu beschmutzen. Als Strafe hierfür wurde sie in einen brotlaibähnlichen Stein verwandelt. Nach einer ähnlichen Sage soll eine Frau im Ort Brot gestohlen haben. Als sie dies bei ihrer Befragung verneinte, soll sie sofort tot umgefallen sein. Der Stein markiert ihren Sterbeort.